# Bayer-Kreuz

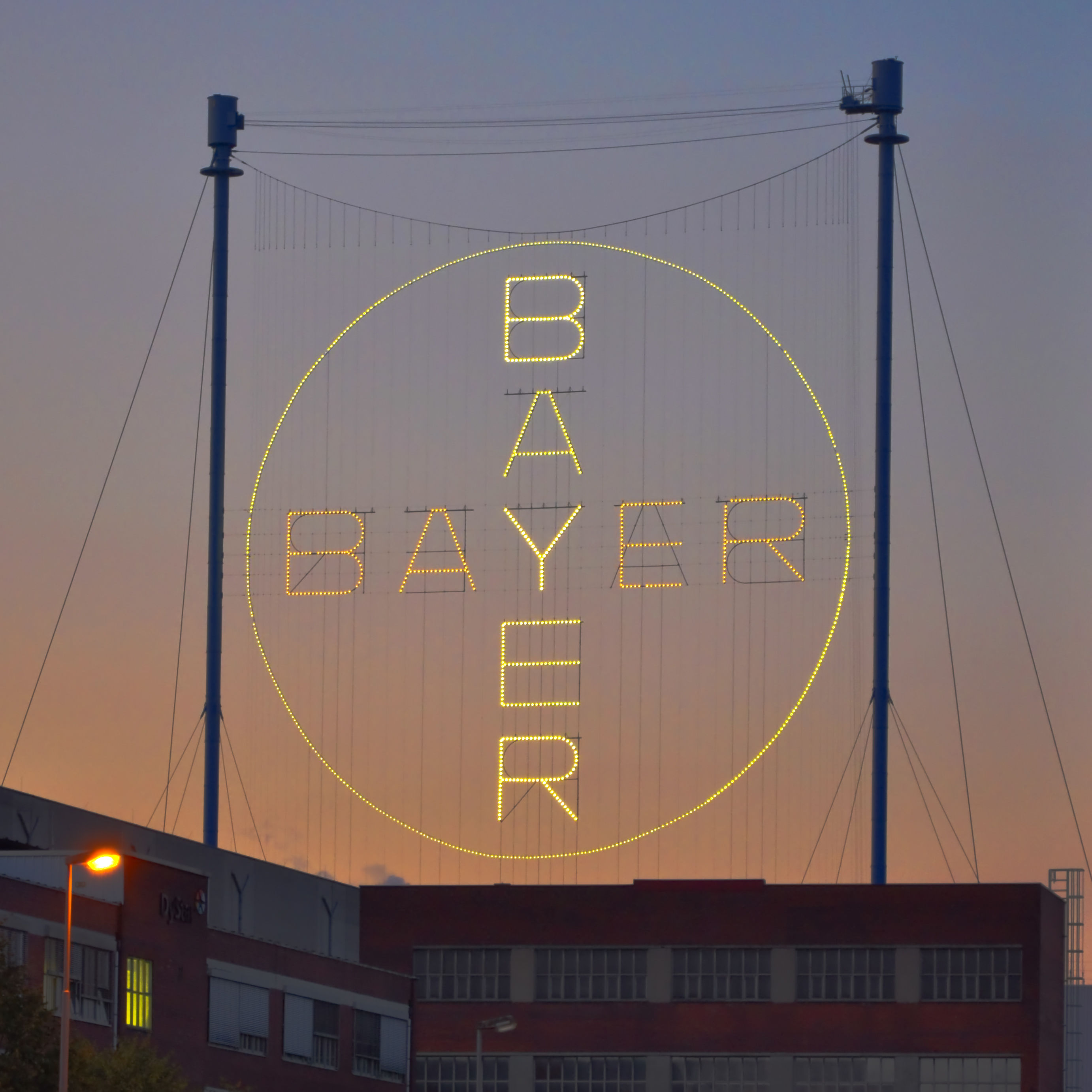
Bayer-Kreuz

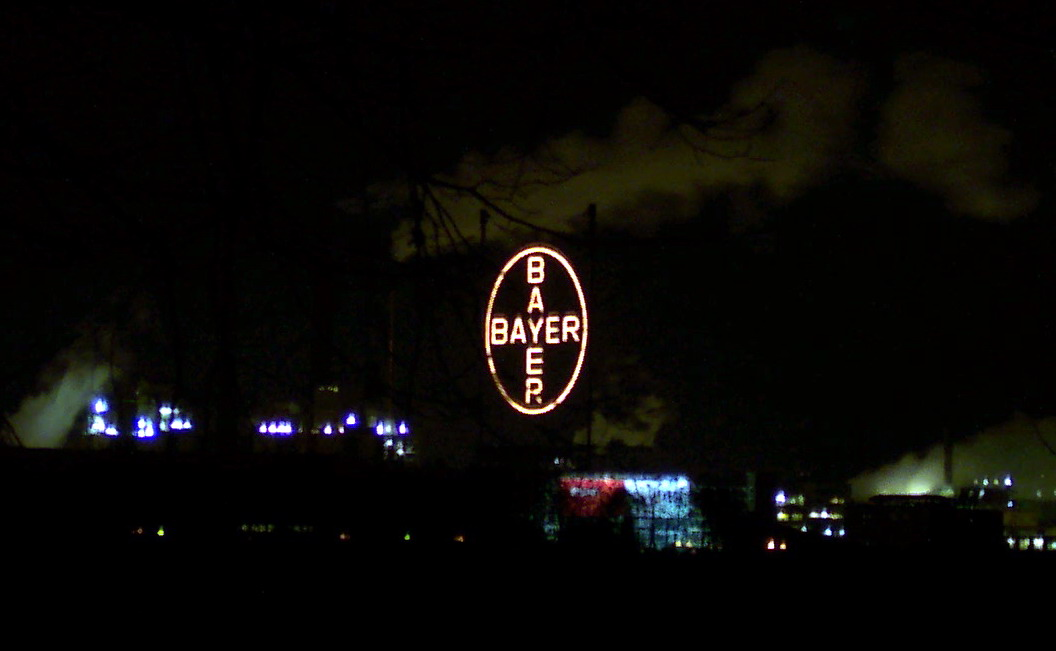
Bayer-Kreuz bei Nacht

Als Bayer-Kreuz ist das übergroße Logo des Unternehmens Bayer in Leverkusen bekannt; es ist die weltweit größte Leuchtreklame. Auf anderen Werksgeländen des Konzerns gibt es weitere, kleinere Bayer-Kreuze (z. B. in Dormagen).
Das Bayer-Kreuz gilt den meisten Leverkusenern als das bedeutendste Symbol zur Charakterisierung ihrer Stadt. Unter anderem ist das Zeichen auch im Logo des ursprünglich als Betriebssportverein gegründeten Fußball-Bundesligisten Bayer 04 Leverkusen enthalten. 

## Geschichte
Das zu Grunde liegende Markenzeichen (Logo) ist über hundert Jahre alt. Bereits am 6. Januar 1904 wurde der charakteristische Schriftzug beim Kaiserlichen Patentamt eingetragen und löste das seit 1881 verwendete Löwen-Emblem ab. Auf die Verpackungen der Medikamente wird das Kreuz seit 1910 geprägt.

### Erstes Bayer-Kreuz
Schon vor dem Zweiten Weltkrieg gab es ein Bayer-Kreuz als Leuchtreklame. Dieses wurde 1933 zwischen zwei 126 Meter hohen Schornsteinen eines Kraftwerkes errichtet und hatte einen Durchmesser von 72 Metern. Die Presse feierte 1933 das Kreuz:

„Die größte Lichtreklame der Welt ist die Großlicht-Anlage Bayer-Kreuz des Werkes Leverkusen der I. G. Farbenindustrie mit einem Leuchtkreis von 70 m Durchmesser.“

1939 wurde es im Zuge der kriegsbedingten Verdunkelungsmaßnahmen abgeschaltet und 1944 demontiert.

### Zweites Bayer-Kreuz
Die heutige Leverkusener Leuchtreklame wurde 1958 installiert. Sie zeigt das Emblem der Firma Bayer und hängt an zwei 118 Meter hohen Stahlmasten. Der Durchmesser beträgt 51 Meter; der höchste Punkt des Kreises liegt 105 m über Grund. Die Gesamtkonstruktion wiegt 300 Tonnen. Im Jahr 2003 wurde das Bayer-Kreuz generalüberholt.
Nach der Fertigstellung der Medienfassade des Bayer-Hochhauses im Jahr 2009 war beabsichtigt, das Bayerkreuz zu demontieren und mit 3,5 Mio. Leuchtdioden auf der Fassade des Hochhauses darzustellen. Zudem war geplant, im Sommer 2009 ein auf der BayArena liegendes Bayer-Kreuz mit 200 Metern Durchmessern zu errichten. Diese Vorhaben wurden (vorerst) gestoppt. Gegen den Abriss des Kreuzes regte sich in der Leverkusener Bevölkerung Widerstand. Ultragruppierungen des zum Konzern gehörenden Fußball-Bundesligisten Bayer 04 Leverkusen gründeten die Initiative „Das Kreuz muss bleiben“, sammelten Unterschriften, um das öffentliche Interesse am Erhalt des Bayer-Kreuzes zu bekunden und so einen Abriss zu verhindern. Am 4. Dezember 2007 wurde von Bayer bekanntgegeben, das Kreuz nicht abzureißen.
Zur Beleuchtung dienten in den ersten Jahrzehnten 1.712 40-Watt-Glühlampen. Da aufgrund des anstehenden Glühlampenverbotes ohnehin eine Umrüstung der Technik angestanden hätte, wurden seit Mai 2009 Lampen auf Basis von 5-Watt-Leuchtdioden getestet und im August und September 2009 installiert. Dadurch ergab sich eine Energieeinsparung von über 80 Prozent.
2016 wurden die 1.710 LED-Leuchtkörper in der Drahtseil-Konstruktion durch modernere und effizientere Leuchtmittel ersetzt. So wurde eine weitere Energie-Ersparnis von 20 Prozent erreicht. Gleichzeitig wurde das Kreuz wieder heller, denn im Vergleich zu den vorherigen LEDs entsprechen Farbton und Strahlkraft nun wieder der vorhergegangenen Glühlampentechnik.
Im Frühjahr und Herbst wird das Kreuz regelmäßig für ein paar Wochen in der Nacht zwischen 22 und 4 Uhr abgeschaltet, um Zugvögel nicht zu irritieren.